# Macintosh Portable

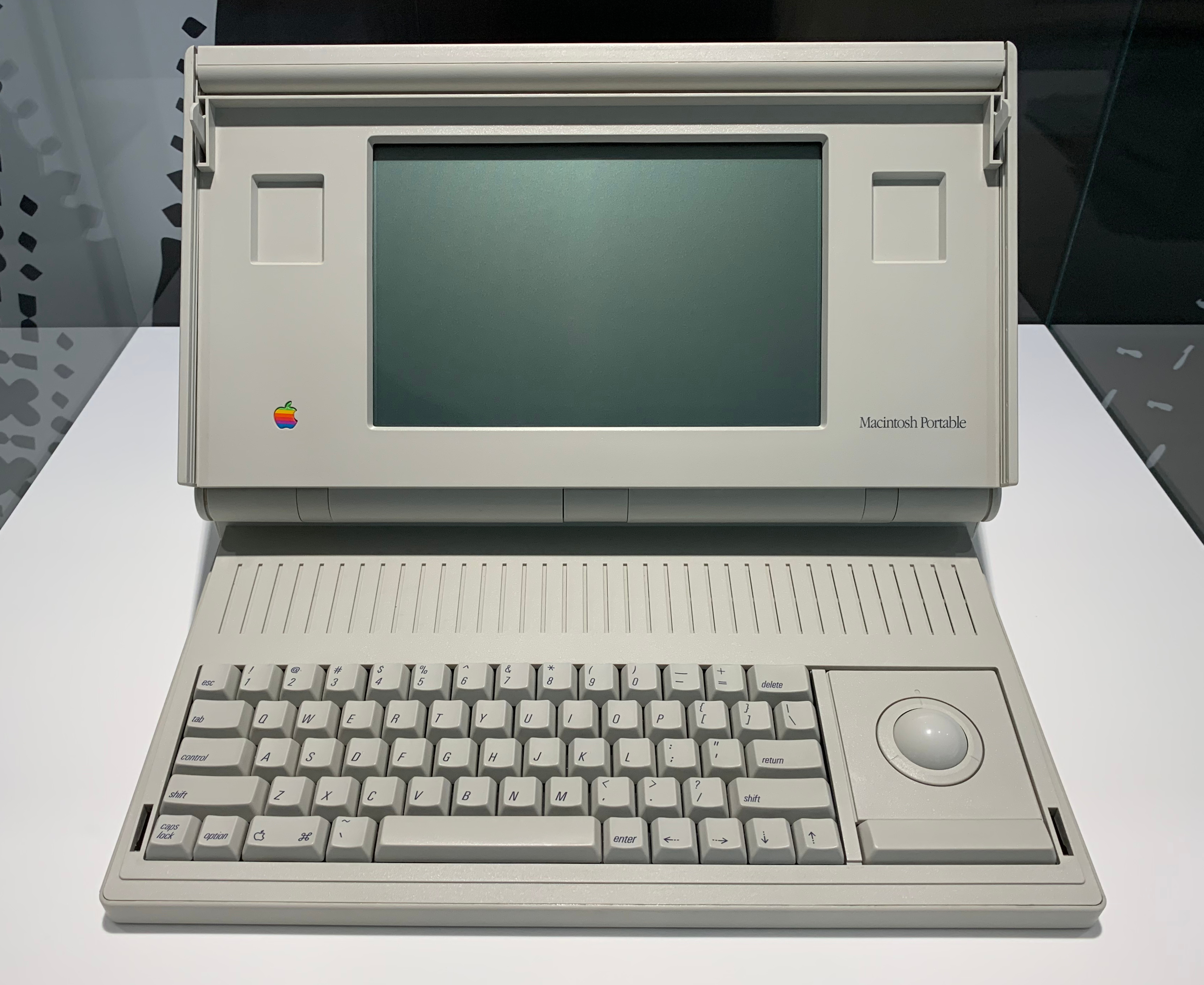
A Macintosh Portable a prógai Apple Múzeumban. A képen a hanyattegér a billentyűzet jobb oldalán látható, de könnyen át lehetne helyezni a bal oldalra

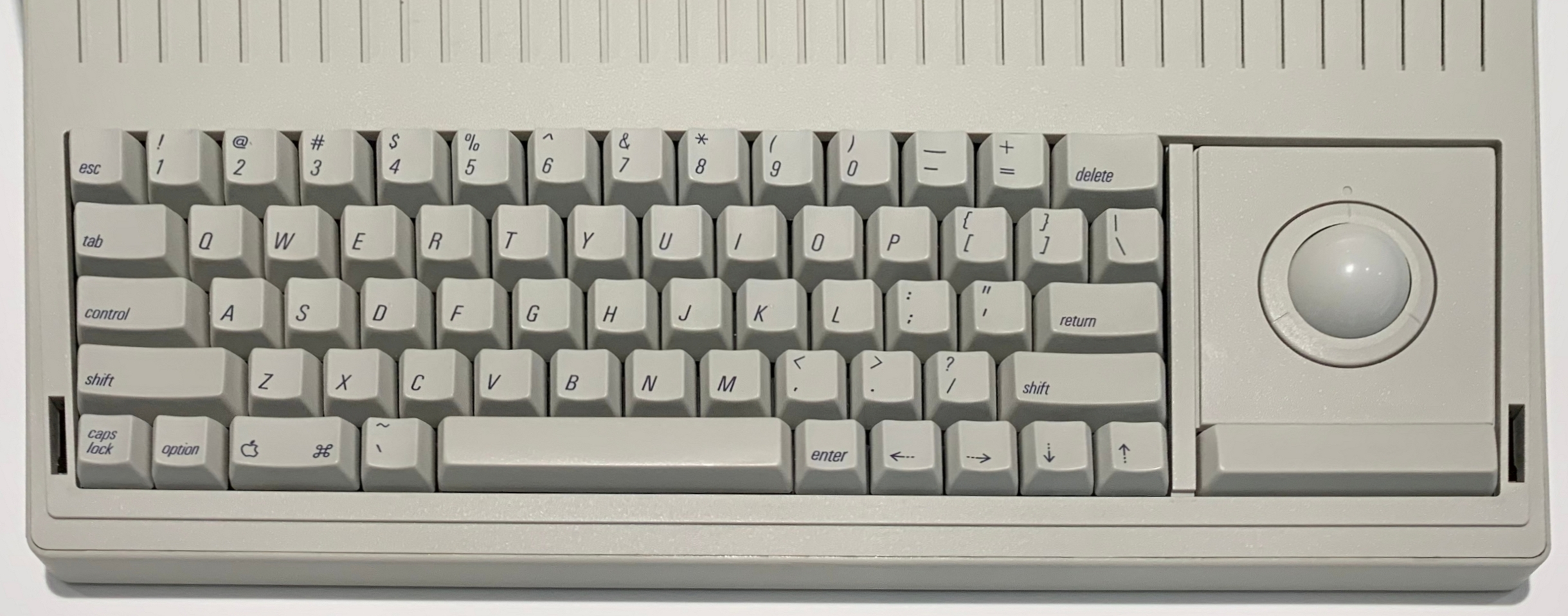
Külső billentyűzet a Macintosh Portable-höz – ANSI kiosztás. Ezen a képen is látható, hogy a hanyattegér rész áthelyezhető a billentyűzet bal oldalára

A Macintosh Portable az Apple Computer által 1989 szeptembere és 1991 októbere között tervezett, gyártott és értékesített laptop. Ez volt az első akkumulátoros Macintosh, amely jelentős szakmai érdeklődést keltett, de a vásárlók körében nem lett túl népszerű. Éles és drága monokróm aktív mátrix LCD-képernyőt tartalmazott, amely a billentyűzetre volt ráhajtható, amikor a gépet nem használták. A Portable egyike volt a korai fogyasztói laptopoknak, amelyek aktív mátrixpanelt alkalmaztak – a kezdeti PowerBook–család közül csak a legdrágább, a PowerBook 170-ben volt ilyen panel. A gépet úgy tervezték, hogy árát és tömegét hatékonysága kompenzálja. A Macintosh Portable operációs rendszere a Macintosh System 6.0.4 volt, a legfejlettebb oprendszer, ami még futott a Portable-ön, a System 7.5.5 verzió volt.
A Macintosh Portable hordozható számítógép nem volt unikum, például hasonló tulajdonságokkal rendelkezett az Atari STacy, az Atari ST beépített billentyűzetet és monitort tartalmazó verziója is. A NEC az előző évben mutatta be a hordozható, alig két kilogrammos gépet, az UltraLite-ot. De sok hordozható számítógép drága és nehéz (9–10 kg) volt. Ugyanezen év decemberében a PC Magazine-s Bill Howard címlapsztorit írt a hordozható PC-kről, amely csak a legalább 20 fontot nyomó gépekről szólt. Sokan többe kerülnek, mint a Mac Portable. Más szóval, az Apple egy már létező kategóriába lép be.

## Fejlesztése
Az ötlet, hogy a Macintosh több, mint asztali számítógép, a kezdetektől fogva létezett. Steve Jobs az első Mac 1984-es kiszállítása előtt célul tűzte ki a mérnökcsapata elé a hordozható Macintosh elkészítését. Az Apple vezetői, különösen Jean-Louis Gassée termékfejlesztésért felelős igazgató szerint a cél egy olyan hordozható Mac megépítése volt, amely ugyanolyan erős és használható, mint az ismert asztali modellek: „Nincs alkalmazások részhalmaza, nincs Mac Jr., nincs kompromisszum.” Ugyanakkor ő is tisztában volt a Macintosh Portable tervezési problémáival. Az újonnan kifejlesztett aktív mátrix képernyő ellátási problémája késést okozott a számítógép piacra vitele során. A kezdeti hivatalosan bejelentett megjelenési dátum szerint Macintosh Portable 1988 júniusára lett volna elérhető. A billentyűzeten látható 1987-es szitanyomásos dátumbélyeg azt jelzi, hogy a véglegeshez közeli kialakítást valószínűleg ekkor határozták meg. A számítógépet azonban több mint két évig nem bocsátották piacra, végül 1989. szeptember 20-án mutatták be. A bevezető ár – ismét merevlemez nélkül – 5800 dollár volt.

## Fogadtatás
A Macintosh Portable termékbemutatóját a kaliforniai Universal Cityben található Universal Amphitheaterben tartották egy millió dolláros becsült költséggel, több mint 5000 vendég részvételével. A sajtó reakciója vegyes volt, sokan dicsérték a tiszta LCD-képernyőt, de a legtöbben kritizálták a számítógépet annak mérete, súlya és magas ára miatt. Még az Apple elnök-vezérigazgatója, John Sculley is elismerte: „Az emberek azt mondták: bárcsak könnyebb lenne, bárcsak olcsóbb lenne.” A Los Angeles Times pedig kijelentette: „Túl nagy, túl nehéz és túl drága.“ Mások megjegyezték, hogy a számítógép lemaradtnak tűnt a versenytárs laptopokhoz képest, és kijelentették, hogy „Ez a gép 12 vagy 18 hónappal ezelőtt rendben lett volna. De ma már nem.“
Az Apple az első évre 50 000 darabos eladást prognosztizált, azonban a számítógép az első negyedévben csak 10 000 darabos eladást produkált a piacon. Az Apple ezután 1990-ben, mindössze hét hónappal a piacra dobás után 1000 dollárral csökkentette a Macintosh Portable árát, majd 1991-ben leállította a számítógép gyártását és forgalmazását a helyettesítő a PowerBook sorozat piacra dobásával.
A Portable így is hasznos célt szolgált. Egy olyan hordozható Mac megépítésével, amely egyértelműen rossz gép volt, az Apple egy praktikus listát készített magának a hibákról, amelyeket a következő alkalommal nem szabad elkövetni.

## Hardver
A billentyűzet jobb oldalán volt kurzort mozgató hanyattegér – de áthelyezhető volt a bal oldalra. Három meghajtó-konfigurációval szállították a Macintosh Portable-t: egy hajlékonylemez-meghajtóval (1,44 MB), két hajlékonylemez-meghajtóval vagy egy merevlemez- és egy hajlékonylemez-meghajtóval. A merevlemez egyedi tervezésű Conner CP-3045 volt, az Apple „Hard Disk 40SC” névvel használta. 40 MB adatot tud tárolni, kevesebb energiát fogyaszt a korabeli legtöbb merevlemezhez képest, és szabadalmaztatott SCSI-csatlakozóval rendelkezett. A 7,2 kilogrammos súlyával és tíz centiméteres vastagságával a Portable nehéz és méretes hordozható számítógép volt. A Portable súlyát, tömegét főként az ólom-savas akkumulátorának köszönhette.

## Megjelenítési problémák
Annak ellenére, hogy az aktív mátrix panel érzékenysége, élessége és egységessége révén az ergonómia terén drámai javulás következett be, a hordozható készülék egyik fő hátránya a gyenge olvashatóság volt rossz (erős) fényviszonyok között. Válaszul az Apple 1991 februárjában bemutatta a háttér-világítású Macintosh Portable-t (M5126 modell). A háttérvilágítás funkció üdvözlendő fejlesztés volt, de körülbelül felére csökkentette az akkumulátor élettartamát. A korábbi modellhez is kínáltak frissítő készletet, amelyet a ROM bővítőhelyre kellett csatlakoztatni. A hordozható készülék drága SRAM memóriát használt az akkumulátor élettartamának maximalizálása és az alacsony energiafogyasztású alvó üzemmód azonnali bekapcsolása érdekében. Az újabb, háttér-világítású hordozható készülékben az Apple az SRAM memóriát olcsóbb (de energiaéhesebb) pszeudo-SRAM-ra cserélte, így csökkentette az eszköz árat.

## Akkumulátorproblémák
A nem háttérvilágítású hordozható ólom-savas akkumulátora akár tíz órányi használati időt is kínált, a Portable ugyanannyi energiát fogyaszt kikapcsolt és alvó módban. Az Apple és más gyártók későbbi hordozható számítógépeivel ellentétben az akkumulátor sorba van kötve a váltakozó áramú tápegységgel. Mivel nem volt lehetséges alternatív közvetlen csatlakozás a váltóáramú tápellátáshoz, a lemerült akkumulátor azt jelentette, hogy a számítógépet nem lehetett működtetni. Az eredeti tápegység nagyon alacsony teljesítményű volt, ezért több nem hivatalos megoldás látott napvilágot, ez egyik a PowerBook 100 tápegységet használta, amely nagyobb teljesítményt biztosított. Az autóakkumulátorokhoz hasonlóan a hordozható készülékben használt zárt ólom-sav cellák is meghibásodtak, ha teljesen lemerültek. Az akkumulátorban három ólom-sav cella volt: mindegyiket a Gates Energy Products (ma EnerSys) gyártotta.

## Az első e-mail az űrből
1991. augusztus 9-én az STS–43 küldetést teljesítő Atlantis űrrepülőgép legénység két tagja, Lucid és Adamson egy Macintosh Portable és AppleLink szoftver segítségével emailt küldött a Földre:
„Hello Föld! Üdvözlet az STS-43 legénységétől. Ez az első AppleLink az űrből. Remek időtöltést kívánunk, bárcsak itt lennél… küldjetek cry-t és RCS-t! Hasta la vista, bébi, visszajövünk!”
A Macintosh Portable csak kis módosításokat igényelt az űrben való működéshez. A repülés során az űrsikló személyzete különféle számítógép-összetevőket tesztelt, köztük a Portable beépített hanyattegérét. A Portable olyan szoftvert is futtatott, amely lehetővé tette a legénység számára, hogy valós időben nyomon követhesse az űrsikló helyzetét a világtérképen, amely a nappali és éjszakai ciklusokat, valamint a visszatérési információkat mutatja. Ezenkívül a Portable ébresztőóraként működött, amely emlékeztette a személyzetet, ha bizonyos kísérleteket kell végrehajtaniuk.
Az űrbe vitt Portable-ről készült videón látható, ahogy a Portable kidobja a floppy lemezt. YouTube, amely lebegve távolodik a Macintoshtól.

## Technikai adatok táblázatban
A táblázat nem tartalmazza az összes műszaki paramétert. Az egyes modelleknél a bemutatáskor érvényes adatokat soroljuk fel, a későbbi frissítéseket nem. Az adatok az Apple adatlapjáról származnak, a hiányzó adatok – egyes gépeknél a kivezetés időpontja, az összes kijelző adat, üzemóra adat... – a Mactracker alkalmazásból valók.
| Gép nevebemutatva kivezetve            | Méretmagasság szélesség mélység súly | Processzorprocesszor órajel, mag L1 és L2 cache PMMU FPU | Háttértármerevlemezkülső adathordozó | Eredeti operációs rendszer | Memóriaalap max. @sebességhely                                  | Kijelzőfizikai méret, legjobb felbontás                                 | Tápmax. teljesítmény, akkumulátoros üzemidő (becslés) | Csatlakozók                                                                                    |
| -------------------------------------- | ------------------------------------ | -------------------------------------------------------- | ------------------------------------ | -------------------------- | --------------------------------------------------------------- | ----------------------------------------------------------------------- | ----------------------------------------------------- | ---------------------------------------------------------------------------------------------- |
| Portable1989 szept. 20. 1991. okt. 21. | 10,29 mm 38,74 mm 37,67 mm 7,11 kg   | Motorola 68000 @16 MHz                                   | Floppy: 1.44MBHD: 0-40MB (SCSI)      | System 6.0.5 ROM: 256K     | Alaplapon: 1 MB @100ns max: 1MB – 8 MBegy hely: 1-8 MB-os modul | Alaplapon: 9,8" diagonal active matrix reflective LCD 640 x 400 képpont | Max: 5W, 0,13A 9,06 Wh, 6–12 óra                      | * ADB: 1 * nyomtató: 1 * modem: 1 * hang: van * videó: 1 HDI-15 * FDD: 1 DB-19 * SCSI: 1 DB-25 |

## PowerBook számítógépek az időben
| PowerBook és iBook számítógépek idővonalon |
| --- |
| A grafikon adatai utoljára 2023. december 19-én frissültek. A szín sötétebb változata az egymást követő gépek megkülönböztetését szolgálja. A színek kezdete a bemutató időpontja, a forgalmazás több esetben is hónapokkal később kezdődött. Megeshet, hogy egy csík végét kitakarja egy másik csík eleje. Előfordul, hogy a gyártás befejezését követően még egy ideig forgalomban marad a Mac adott verziója. Az adatok forrása a Jegyzetekben található. |